# Travancore
Travancore var ett indiskt furstendöme som 1956 slogs samman med furstendömet Cochin och delstaten Malabar för att bilda den indiska delstaten Kerala.
Travancore var en vasallstat som hörde till presidentskapet Madras i kejsardömet Indien och som bildade västra hälften av indiska halvöns södra spets. Det genomdras av Västra Ghats, vilka i Cardamombergen når en höjd av 2 400 m och är klädda med skogar. De utsänder grenar mot kusten, längs vilken löper ett bälte lågt land av 15 km bredd, bördigt, till stor del klätt med dungar av kokos- och arekapalmer, som var en av landets förnämsta rikedomskällor. Från bergen nedströmmar ett stort antal floder, vilkas vatten i strandbältet breder ut sig i laguner. Dessa är förenade genom kanaler och bildar sålunda en sammanhängande sötvattenslinje nästan utefter kustens hela längd.
Folkmängden uppgick 1911 till 3 428 975 personer, varav en halv miljon kristna, omkring 150 000 muslimer samt resten hinduer.
Staten bildades under senare hälften av 1700-talet och var en av de få furstestater i Brittiska Indien, som aldrig uppträtt fientligt mot det brittiska styret. Den var också en av de bäst förvaltade och mest blomstrande av vasallstaterna. Statsinkomsterna, som betydligt översteg utgifterna, uppgick till omkring 760 000 pund om året. En betydlig del av denna användes för undervisningsväsendet.
Huvudstaden Trivandrum ligger 3,5 km innanför kusten.
Viktig som hamn- och handelsstad var Aleppi. Exportvaror var ris, kokos- och arekanötter, ingefära, peppar, kardemumma, te, kaffe, ebenholts och teakträ.